# Station Wejherowo Nanice
Station Wejherowo Nanice is een spoorwegstation in de Poolse plaats Wejherowo.